# Storm the Albatross
Storm the Albatross is een personage uit de computerspellenreeks Sonic the Hedgehog. Hij komt voor in Sonic Riders, Sonic Riders: Zero Gravity en Sonic Free Riders.
Hij is een 19-jarige antropomorfe albatros en lid van de Babylon Rogues. Hij is de rechterhand van Jet the Hawk en een rivaal van Knuckles. Hij is 1,40 m lang en erg dom.